# Militär Fallschirmspringer Verbund-Ostarrichi
Der Militär Fallschirmspringer Verbund-Ostarrichi (kurz MILF-O) ist ein 2008 gegründeter, weitgehend von Soldaten getragener, zivilrechtlicher Verein in Österreich.

## Vereinsaktivität
Der MILF-O wurde 2008 als Kameradschaft Gleichgesinnter, zu großen Teilen aktive oder ehemalige Soldaten des Bundesheeres, gegründet und ist in Kaprun ansässig. Die Verbindung zum Bundesheer ermöglicht dem Verein eine enge Zusammenarbeit, etwa die Organisation von Schießübungen gemeinsam mit dem Österreichischen Heeressportverband. Laut der Vereinszeitung Adlerauge ist der Verein auch in Deutschland militärsportlich aktiv. Außerdem ist der Verein Mitglied in der Union Europäischer Fallschirmjäger. 2012 hatte der Verein in Österreich rund 500 Mitglieder, erster Präsident war Josef Paul Puntigam. Mit erstem September 2019 übernahm Daniel Englisch, Oberst des höheren militärfachlichen Dienstes und Rechtswissenschaftler am Bundesministerium für Landesverteidigung, die Vereinspräsidentschaft, trat jedoch schon Ende November wieder von seinem Amt zurück.
Gemäß seiner Vereinsstatuten widmet der MILF-O sich unter anderem folgenden Zielen:
- Förderung des militärischen Fallschirmsprungsports.
- Förderung der Wehrbereitschaft österreichischer Staatsbürger.
- Pflege und Festigung der Kameradschaft zwischen den Mitgliedern und anderen Personen mit gleicher Gesinnung.
- Förderung der soldatischen Gesinnung und soldatischer Tugenden.
- Veranstaltungen zum Zwecke der wehrpolitischen Fort- und Weiterbildung.
- Zusammenarbeit mit militärischen Dienststellen, Exekutive, Behörden, Blaulichtorganisationen, wehrpolitisch relevanten Vereinen zum Zwecke einer positiven Wehrpolitik.
- Teilnahme an weltweiten militärischen und nicht militärischen Fallschirmsprung – Sportveranstaltungen.
- Würdige Gedenkfeiern zur Erinnerung an beispielhafte sportliche- und militärische Leistungen.

Seit 25. Mai 2018 genießt der MILF-O am Bundesministerium für Landesverteidigung den Rang eines Wehrpolitisch anerkannten Vereines. Ein erster diesbezüglicher Antrag an Verteidigungsminister Norbert Darabos (SPÖ) war 2012 zurückgezogen worden, unter Verteidigungsminister Mario Kunasek (FPÖ) wurde dem Ansinnen schließlich stattgegeben. Dieser Status ermöglicht es dem Verein offiziell, die Infrastruktur des Bundesheeres zu nutzen. Mitarbeiter des Heeres dürfen damit auch während ihres Dienstes für den Verein tätig sein. Zu den jährlich wiederkehrenden Vereinsaktivitäten gehören ein Hochgebirgsmarsch mit Schießübungen nahe Kaprun sowie der sogenannte Nibelungenmarsch um das niederösterreichische Pöchlarn.

## Kontroversen
Seine enge Verbindung zum österreichischen Bundesheer bei im Lauf der Jahre zunehmendem Rechtsextremismus rückten den Militär Fallschirmspringer Verbund-Ostarrichi immer wieder ins Schlaglicht medialer Kontroversen. 2012 wurden der Verein und sein damaliger Präsident Josef Paul Puntigam dafür kritisiert, bei verschiedenen Gelegenheiten an einschlägigen „Heldenfeiern“ für gefallene Soldaten der Wehrmacht teilgenommen zu haben. Ein Vereinsmitglied war Organisator sogenannter Kretafeiern im Gedenken an die Eroberung Kretas durch Fallschirmspringer der Wehrmacht. Nach damaliger Auskunft eines Soldaten der Bundeswehr würden deutsche und tschechische Rechtsextreme, vermittelt durch den MILF-O, die Möglichkeit bekommen, beim österreichischen Bundesheer zu trainieren. Nach den Vorwürfen distanzierte das Bundesheer sich öffentlich von dem Verein und verkündete, dass Heeresangehörigen die Teilnahme in Uniform bei Aktivitäten der MILF-O verboten sei. Das unklare Verhältnis zwischen Bundesheer und MILF-O, ausgedrückt etwa durch das Anbringen von Plakaten des Vereins in Schulungsräumen und an Fahrzeugen des Heeres, war infolgedessen Teil einer Parlamentarischen Anfrage von Albert Steinhauser (Grüne) an den damaligen Verteidigungsminister Darabos.
Die Anerkennung des Vereines durch das Verteidigungsministerium im Jahr 2018 war Anlass einer parlamentarischen Anfrage durch Ewa Ernst-Dziedzic (Grüne), im Zuge derer Verteidigungsminister Kunasek sich wörtlich für seine «Zuneigung zu MILF» rechtfertigen musste. 2019 wurde bekannt, dass Mitglieder des vom Bundeswehrsoldaten André S. geleiteten Hannibal-Netzwerkes im Jahr 2017 am Nibelungenmarsch sowie an von Angehörigen der MILF-O privat organisierten Schießübungen teilgenommen hatten. Ende 2019 tauchte ein angeblich von anonymen Mitarbeitern des österreichischen Abwehramtes verfasstes Dossier auf, demzufolge Ermittlungen gegen den MILF-O durch das Abwehramt von dessen Sympathisanten systematisch behindert und verharmlost worden seien.